# Il Nuovo Torrazzo
Il Nuovo Torrazzo è il settimanale della Diocesi di Crema, fondato nel 1926.

## Stampa cattolica a Crema prima del 1926
A "Il Nuovo Torrazzo" si arriva al termine di una serie di iniziative editoriali da parte degli ambienti cattolici cremaschi, talune da considerarsi poco più che esperimenti, altre più durature.
- 1892: l'Eco della Stampa Cattolica
- 1893: Eco Cattolica (escono solo due numeri)
- 1893-1896: Nuova Eco Cattolica
- 1896: la Voce del Popolo di Crema
- 1897-1898: il Cittadino
- 1899-1918: il Torrazzo
- 1919-1925: l'Era Novella

## Storia editoriale

### 1926-1941
Il Nuovo Torrazzo esce per la prima volta il 20 febbraio 1926 come settimanale ufficiale della diocesi e a dirigere la testata è chiamato il maestro Angelo Scotti che, a tuttora, è stato l'unico laico alla guida del settimanale. Subito l'anno dopo, nel 1927, viene sostituito da don Battista Cappellazzi. È composto da 4 pagine (occasionalmente 6) e già dal primo numero manifesta "la scelta di esprimere il pensiero dei cattolici cremaschi al di fuori e al di sopra dei partiti tutti".
Gli anni di vita durante l'epoca fascista non sono affatto facili: in linea di massima l'orientamento degli articoli è prettamente ecclesiale, relegando le cronache di natura politica in piccole rubriche; talora con apprezzamenti verso i provvedimenti del regime (proibizione dei balli durante le feste, l'estensione delle tutele lavorative, ordine pubblico, sistemazione dei debiti di guerra, guerra di Abissinia) talora contrari "fra le righe" (leggi antirazziali, nazionalsocialismo tedesco). Del resto pubblicare apertamente opinioni contrarie al regime non avrebbe avuto che la conseguenza della censura, se non il sequestro come avvenuto nel 1931 a causa della presa di posizione a favore dell'Azione Cattolica, cessata a causa degli ordini di scioglimento di tutti i circoli che non facessero capo al regime fascista. A seguito di ciò, anche per poter continuare le pubblicazioni, la direzione si atterrà da questa data in poi ad una pressoché obbligata posizione defilata rispetto agli avvenimenti politici.
All'approssimarsi del conflitto mondiale viene dato ampio risalto alle parole del neo-pontefice Pio XII, ai suoi appelli per la preghiera e la pace e ai contenuti dell'enciclica da lui promulgata ("Summi Pontificatus" che condanna i totalitarismi emergenti). Con l'entrata in guerra viene fatta propria la presa di posizione dei vescovi: quella della disciplina e dell'amor patrio affinché la durata della guerra sia la più breve possibile. Ampio spazio è dato all'opera sociale di vicinanza ai soldati e alle parole di preghiera del papa.

### 1941-1945
"Il Nuovo Torrazzo", come la precedente iniziativa editoriale "il Torrazzo", trae nome dall'omonima, monumentale porta d'accesso a Piazza Duomo nel centro di Crema. L'ideatore dell'Arco del Torrazzo è anonimo, ma lo stile farebbe ipotizzare che si tratti di un personaggio fortemente influenzato dal Bramante, forse un suo allievo.
Nel 1941 subentra don Natale Arpini in qualità di direttore, senza editoriale di presentazione. Prosegue la pubblicazione delle veline obbligatorie e viene introdotto l'Albo dei Caduti.
L'autocensura nei confronti del fascismo è pressoché d'obbligo e gli editoriali continuano a trattare temi religiosi ed etici.
Nel 1943, all'indomani dell'Armistizio di Cassibile con un titolo a nove colonne il settimanale esprime entusiasmo per la caduta del regime e per la prima volta appare una chiara e netta condanna senza i rischi della censura. Tuttavia, con il rientro al potere dei fascisti, dopo l'8 settembre, inizia il periodo più difficile della sua storia durante il quale per venti mesi si deve confrontare con l'organo di stampa ufficiale dei repubblichini cremaschi, "Il Popolo di Crema". La scelta è quella della "fuga" verso temi esclusivamente religiosi, cercando di evitare le continue provocazioni del "Popolo", ma tuttavia non mancano numerosi episodi di censura, specie quando i temi trattati possono anche solo velatamente avere un riferimento alla vita politica.
Il 1945, anno della liberazione, non viene seguito: per la crisi economica e la carenza di carta il settimanale esce solo dieci volte.

### 1946-1950
Non va meglio neppure l'anno 1946, con solo 13 uscite; meglio sarà il 1947 (38 numeri), il  1948 (44 numeri) e il 1949 (46 numeri). L'orientamento degli articoli in questi anni è quello della difesa del papa, dei cattolici e del costume; il riferimento palese al comunismo si evidenzia in particolare nei mesi precedenti le elezioni del 18 aprile, fino a un evidente schieramento per la Democrazia Cristiana.

### 1950-1968
Nel 1950 subentra in qualità di direttore don Giuseppe Facchi e sono introdotte nuove rubriche, alcune non prettamente di ordine religioso o morale, come i consigli di cucina, segnalazioni di moda, curiosità dall'Italia e dal mondo. Inizia la pubblicazione de "La posta di fra Giulivo", riservata ai lettori. Ma sono anche gli anni in cui inizia la divulgazione delle cronache di informazione provenienti dai paesi del cremasco e delle cronache sportive.
L'orientamento politico, all'approssimarsi delle scadenze elettorali è sempre quello di appoggio alle componenti cristiane.
È da segnalare il numero speciale uscito il 26 aprile 1959, in occasione del termine dei restauri della cattedrale di Crema, con il titolo a colori in rosso.
Ampio spazio viene dato alle attività dei pontefici succedutisi negli anni e agli avvenimenti legati al Concilio Ecumenico Vaticano II.
Nel corso dei 18 anni di direzione di don Facchi il settimanale passa da 2.500 a 8.000 copie vendute.

### 1968-1989
Nell'ottobre 1968 viene chiamato a dirigere il settimanale don Michele Bertazzoli, il quale non muta impostazione e orientamento politico, con critiche - a titolo d'esempio - sull'invasione di Praga e sulla questione del divorzio (in occasione del referendum del 1974).
In questi anni aumentano le pagine e sono introdotte nel 1976 le necrologie. Cresce la pubblicità (selezionata in base alla conformità con la matrice cristiana), la redazione si allarga e s'infittisce la rete di collaboratori, il che permette di seguire ancor di più gli aspetti legati alle cronache civiche e amministrative di Crema e dei paesi del cremasco.
Sotto la direzione di don Bertazzoli il settimanale cresce da 8.000 a 13.000 copie vendute, la maggior parte per abbonamento.

### Dal 1989 ad oggi
Nell'agosto 1989 diviene direttore don Giorgio Zucchelli. Viene rivista l'impaginazione e introdotte nuove rubriche, come gli annunci economici, le pagine sull'economia e sul lavoro, le iniziative, ecc. Nel medesimo anno prende il via la prima iniziativa editoriale, a cadenza settimanale, con la visita ad una villa storica del territorio.
È introdotta nel 1990 la rubrica CremaInTasca, agenda settimanale con appuntamenti, orari di
pubblica utilità e delle messe, edicole e farmacie aperte, l'angolo del dialetto e della cucina, opere
di solidarietà ed altro ancora. Nasce anche una pagina culturale. Nel 1992 esce in edizione speciale in occasione della visita storica a Crema di Giovanni Paolo II. Nel 1993 viene rivista completamente la grafica con un nuovo disegno di testata e il passaggio al formato tabloid.
L'allargamento delle notizie anche ai paesi di influenza cremasca per ragioni economiche ed amministrative, ma non appartenenti alla diocesi di Crema (Spino d'Adda, Pandino, Rivolta d'Adda, Soncino, Castelleone e paesi limitrofi) fa aumentare il numero di copie che raggiunge le 16.000 unità settimanali vendute.
Nel 1997 viene introdotto l'inserto di approfondimento "il Nuovo Torrazzo Mese", e occasionalmente,  esce "il Nuovo Torrazzo Magazine". A cadenza mensile ospita, inoltre, inserti di associazioni locali del mondo dell'artigianato e del commercio.
Per quanto riguarda l'orientamento di fondo, fermi restando i principi di etica cristiana, il giornale dopo la scomparsa della DC si attiene principalmente alla par condicio senza schieramento particolare.

## Iniziative editoriali
A partire dal 1989 "il Nuovo Torrazzo" si è fatto promotore di iniziative editoriali, volte
principalmente ad approfondire la storia e le espressioni artistiche locali, sempre in collaborazione
del Centro Editoriale Cremasco-Libreria Editrice Buona Stampa. La già citata serie di inserti sulle ville storiche del cremasco è stata raccolta in tre poderosi volumi a colori a partire dal 1997. Altre pubblicazioni: "50 anni fa: Crema e i Cremaschi dal settembre '43 all'aprile '45" e "Briciole illustrate di storia cremasca", "Le architetture dello spirito", "Prigioni... 1943-1945" (di Beppe Ermentini), "Il campo azzurro" (di Mara Zanotti)" "La ùcia dal casül. Il folclore cremasco visto dalla tavola", "Giovanni Paolo II uomo di Dio tra gli uomini", "Quatre vèrs metìt ansèma" (di Piero Erba), "I diari per i restauri del duomo di Crema" (di Amos Edallo, scritti negli anni '50). E inoltre: "Itinerari cremaschi" e "il Cremasco in bicicletta", i volumi monotematici "il Papa a Crema" e "il Canale Vacchelli".

## Tiratura, diffusione
Secondo il sito Internet della testata la tiratura media è pari a 16.000 copie distribuite per l'80% in abbonamento e per il 20% in edicola. Il settimanale viene stampato in due edizioni distinte, una specifica per i paesi della diocesi di Crema ed una con maggiori informazioni relative ai paesi limitrofi (Gera d'Adda, Dovera, Spino d'Adda, Soncino, Castelleone), appartenenti alle diocesi di Cremona o di Lodi ma con rapporti economici o istituzionali verso Crema ed il suo territorio.

## Direttori
- 1926-1927: Angelo Scotti
- 1927-1941: don Battista Cappellazzi
- 1941-1950: don Natale Arpini
- 1950-1968: don Giuseppe Facchi
- 1968-1989: don Michele Bertazzoli
- 1989-presente: don Giorgio Zucchelli